# Bezirksgemeinde Līvāni
Die Bezirksgemeinde Līvāni (Līvānu novads) – wie alle Bezirksgemeinden Lettlands in rechtlichem Sinne eine Großgemeinde – liegt in Lettgallen.

## Geographie
Das Gebiet liegt im Südosten des Landes, rechtsseitig der Düna. Über zwei Fährstellen, Līvāni–Dignaja und Dunava–Tadenavu, ist es möglich, zu den westlich angrenzenden Teilen der Bezirksgemeinde Jēkabpils zu gelangen. Außerdem mündet hier der Fluss Dubna in die Düna.
Die Bezirksgemeinde grenzt im Norden und Westen an die Bezirksgemeinde Jēkabpils, im Süden an die Bezirksgemeinde Augšdaugava und im Osten an die Bezirksgemeinde Preiļi.

## Bevölkerung
Im Zuge einer Verwaltungsreform bildete die Stadt 1999 mit zwei Landgemeinden eine Verwaltungsgemeinschaft, der 2009 noch drei weitere Gemeinden beitraten. Im Jahr 2010 waren 14.046 Einwohner gemeldet.

## Gliederung
Die Bezirksgemeinde umfasst die Stadt (pilsēta) Līvāni sowie 5 Landgemeinden (pagasti):
- Jersika
- Rožupe
- Rudzāti
- Sutri
- Turki

## Verkehr
Durch das Gebiet verlaufen die Bahnstrecke Riga–Daugavpils und die Staatsstraße A6 von Riga nach Pāternieki an der Grenze zu Belarus.